# Gurkhas
Les Gurkhas sont des unités des armées britanniques et indiennes, recrutées au Népal.
Initialement, sous leur nom original, les Gorkhas étaient des membres du clan Khas Rajput de l'Inde du Nord, qui ont émigré du Rajasthan vers le territoire actuel du Népal, au XVIe siècle, chassés par les musulmans. Leur langue, le gorkhalî, dialecte indo-européen proche du hindî, est devenu la langue commune du Népal sous le nom de népalî ou népalais. 
Les Gurkhas sont associés au khukuri, un couteau népalais, et sont célèbres pour leur bravoure, leur férocité et leur loyauté. Sam Manekshaw (en) (1914 – 2008), un ancien maréchal de l'armée britannique indienne, a un jour affirmé : « Si un homme dit qu'il n'a pas peur de mourir, soit il ment, soit c'est un Gurkha ».

## Historique

### Origine indienne des Gorkhas

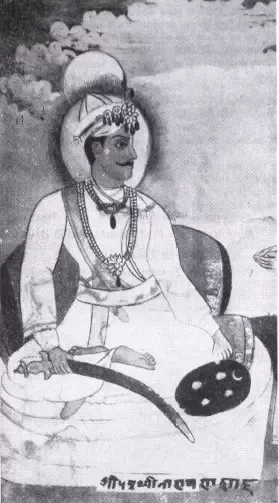
Le roi Prithvi Narayan Shah du royaume Gorkha, unificateur du Népal (1723-1775).

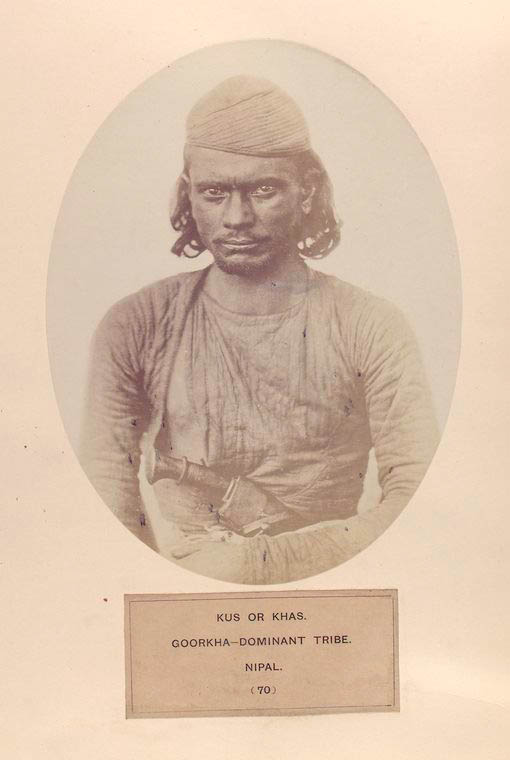
Photographie illustrant un homme du peuple Gorkha, ' par et (1868–1875).

D'après la légende, au cours du VIIIe siècle, le jeune prince Bappa Rawal, né prince Kalbhoj, fondateur de la dynastie de Mewar, alors qu'il chassait avec des amis dans les jungles du Rajasthan, aurait découvert le saint guerrier Gurû Gorkhanath — en fait le philosophe Goraknâth ou Gorakshanâtha (date indéterminée entre les Xe et XIVe siècles) — en profonde méditation. 
Il décide alors de rester auprès du saint et de le protéger durant sa méditation. Lorsque celui-ci revient au monde, il est touché par la dévotion du prince. Il lui offre la dague Khukuri, lui dit que, dorénavant, lui et ses hommes seront connus dans le monde entier pour leur bravoure et les nomme Gurkhas, c'est-à-dire disciples de Gorkhanath. Il donne alors comme mission aux Gurkhas de stopper l'avance des envahisseurs musulmans qui sont en train de s'emparer de l'« Inde blanche, » c'est-à-dire l'Empire parthe, correspondant aujourd'hui à peu près à l'Afghanistan et appelée Qandahār à cette époque. Il s'agit alors d'un royaume hindou et bouddhiste. Ils rempliront cette mission jusqu'au VIIIe siècle.
Certaines légendes prétendent que Bappa Rawal poursuivit alors ses campagnes jusqu'à conquérir l'Iran et l'Irak avant de se retirer pour une vie d'ascèse au pied du mont Meru.
En 1559, quelques-uns des Gorkhas, descendants de Bappa Rawal, et conduits par leur chef Dravya Shâh, émigrent vers l'est et se découpent un petit royaume sur le territoire du Népal actuel, à 80 km au nord-ouest de Katmandou, territoire auquel ils donnent le nom de Gorkha (le District de Gorkha) en l'honneur de leur saint patron. En 1769, sous la conduite du maharaja Prithivî Nârâyan Shâh, qui règne jusqu'en 1775, ils s'emparent de la majorité du territoire actuel du Népal sous le nom Royaume de Gorkha ou Royaume Gorkhali, alors dirigé par les Malla, et s'installent à Katmandou, où ils font de l'hindouisme la religion d'État.

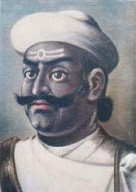
Le Commandant en chef Damodar Pande qui attaqua Tashilhunpo.

En 1788, puis en 1791, les Gorkhas envahissent le Tibet et pillent le monastère de Tashilhunpo à Shigatsé. En 1792, l'empereur Qianlong de la dynastie Qing, qui contrôle la Chine, envoie des troupes sous le contrôle de Ohui, général de Chengdu,  pour se défaire de ses envahisseurs.

### Conquête britannique

#### Les Gorkhas et la conquête britannique

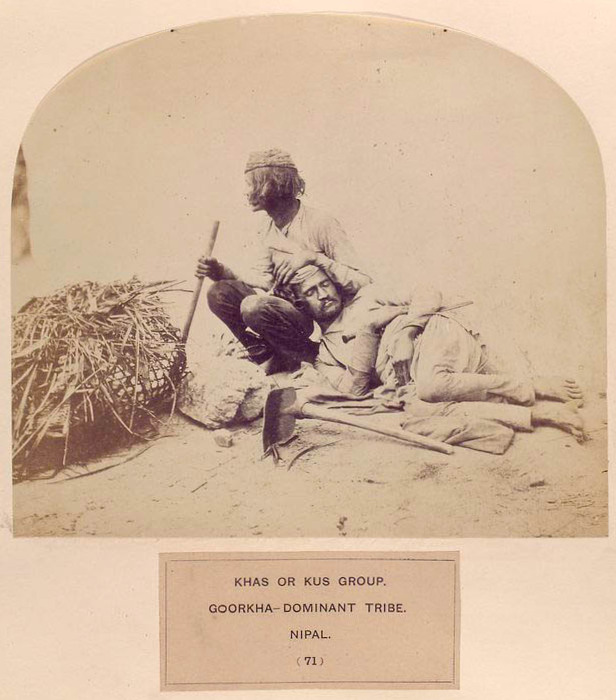
Photographie illustrant des hommes du peuple Gorkha, The People of India par John Forbes Watson et John William Kaye (1868–1875).

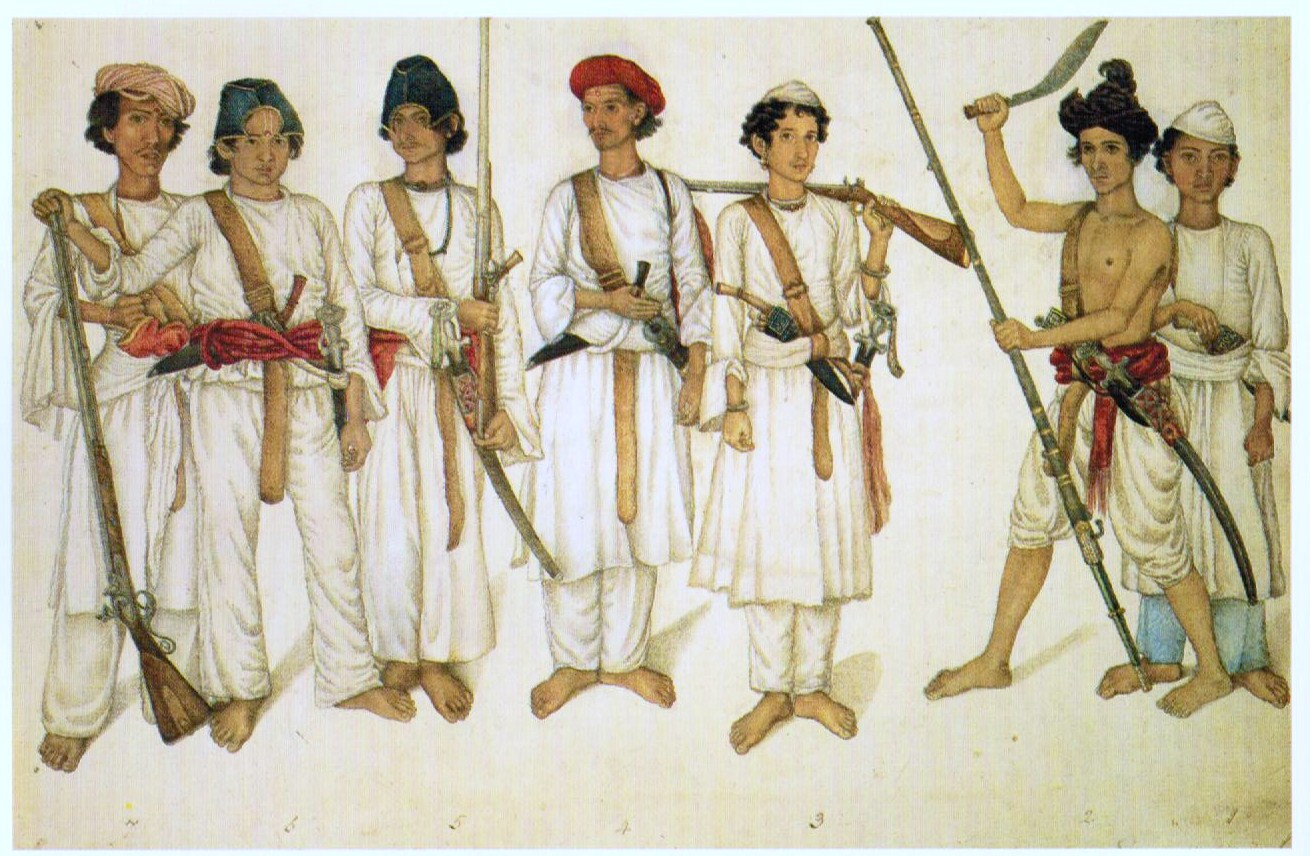
Soldats Nepali (Gorkhali) pendant la guerre anglo-gurkha (1814–1816).

À partir de 1814, ils tentent d'agrandir leur territoire au sud et s'opposent aux intérêts de la Compagnie britannique des Indes orientales, ce qui entraîne la guerre anglo-gurkha (1814–1816). Défaits, ils signent le traité de Saugali en novembre 1815, se rebellent à nouveau et sont écrasés à Makwanpur en 1816. Durant cette guerre, les Britanniques sont si impressionnés par leur vaillance qu'ils vont bientôt les recruter régulièrement, avec la permission du premier ministre d'alors, Shree Teen Maharajah Jung Bahadur Rana (père du Népal moderne), comme mercenaires organisés en régiments, nommés Gurkhas, au sein de l'armée de la compagnie.

#### Armée de la Compagnie britannique des Indes orientales
Les Gurkhas servent comme troupes sous contrat pour la Compagnie britannique des Indes orientales au cours de la guerre des Pindarî de 1817, à Bhurtbore en 1826 et au cours des guerres anglo-sikhs (1845-1846) et (1848-1849). 
Au cours de la révolte des cipayes, en 1857, les Gurkhas combattent au côté des Britanniques et deviennent une partie de l'armée britannique qui est formée à sa suite. Les 2d Gurkha Rifles - ou Sirmoor Rifles - défendent la Hindu Rao House, une position stratégique, durant trois mois, perdant 327 des 490 hommes qui composent le régiment.
Les hommes du 60th Rifles (devenu plus tard le Royal Green Jackets) qui combattirent aux côtés du Sirmoor Rifles furent tellement impressionnés qu'à l'issue de la mutinerie, ils demandèrent que le 2d Gurkhas soit récompensé en adoptant leur uniforme vert distinctif des fusiliers et que ses hommes soient dénommés fusiliers au lieu de cipayes.

#### Armée britannique des Indes et Guerres mondiales
Pour un article plus général, voir British Indian Army.

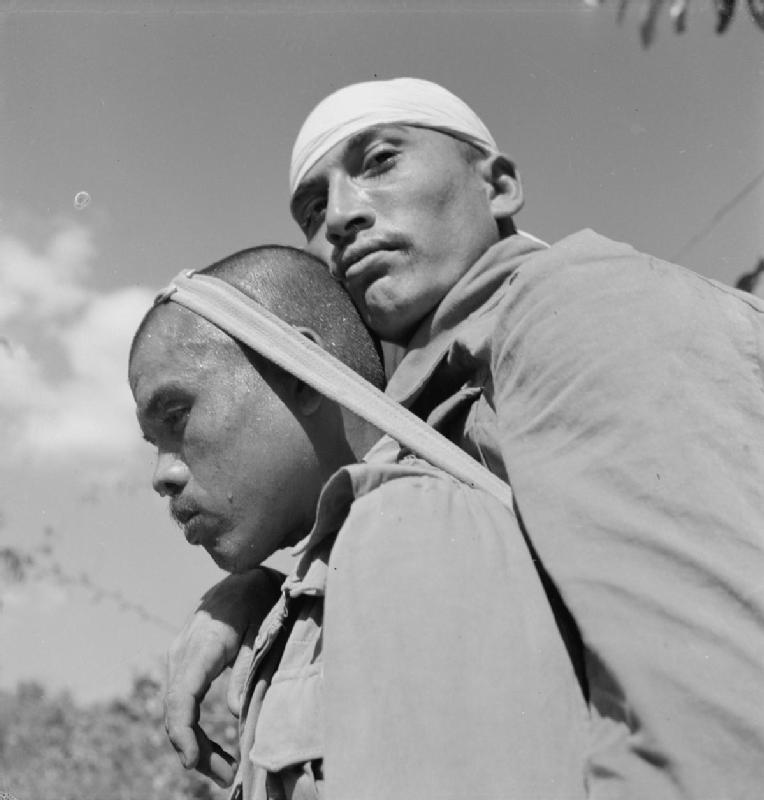
Un Gurkha transportant un blessé sur son dos. Inde, 1944. Photographie de Cecil Beaton.

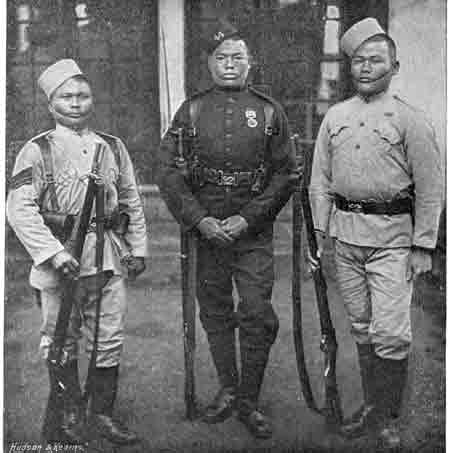
Gurkhas posant pour un magazine en 1896.

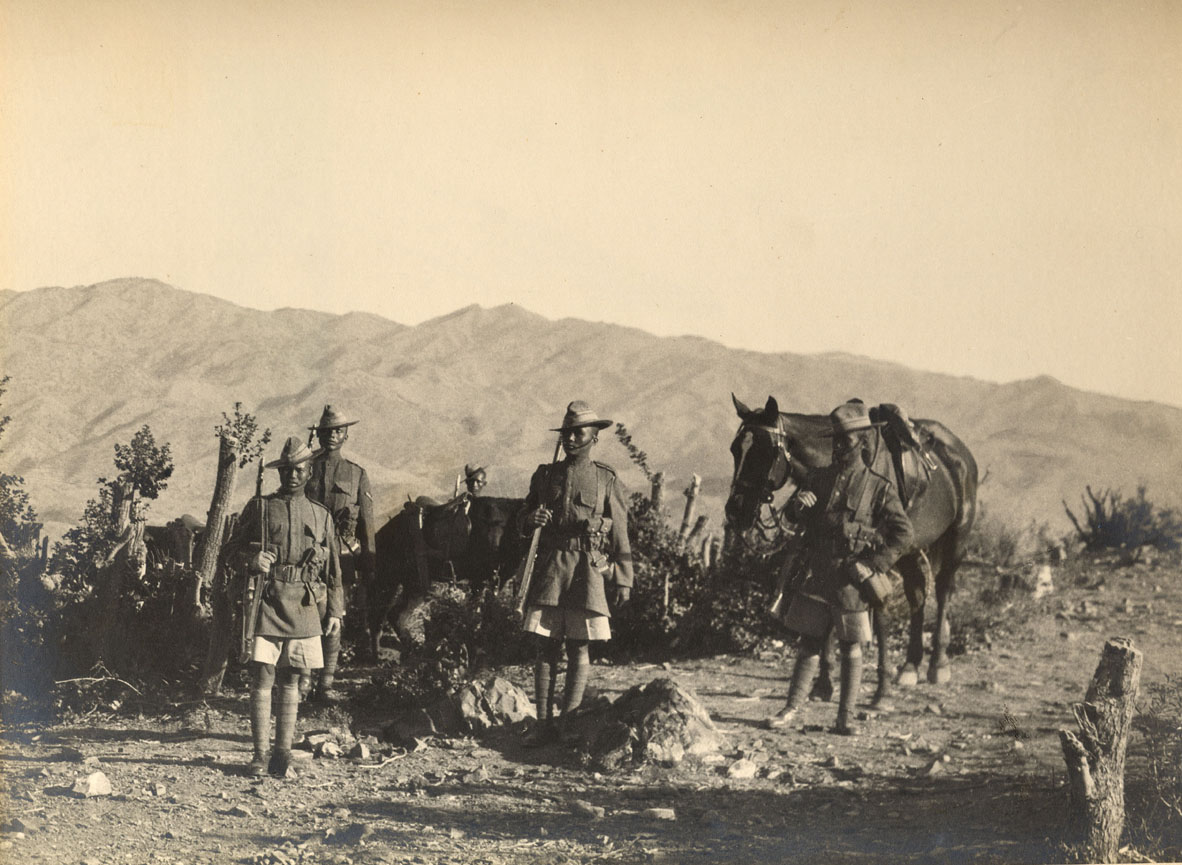
À la frontière : ', 1923.

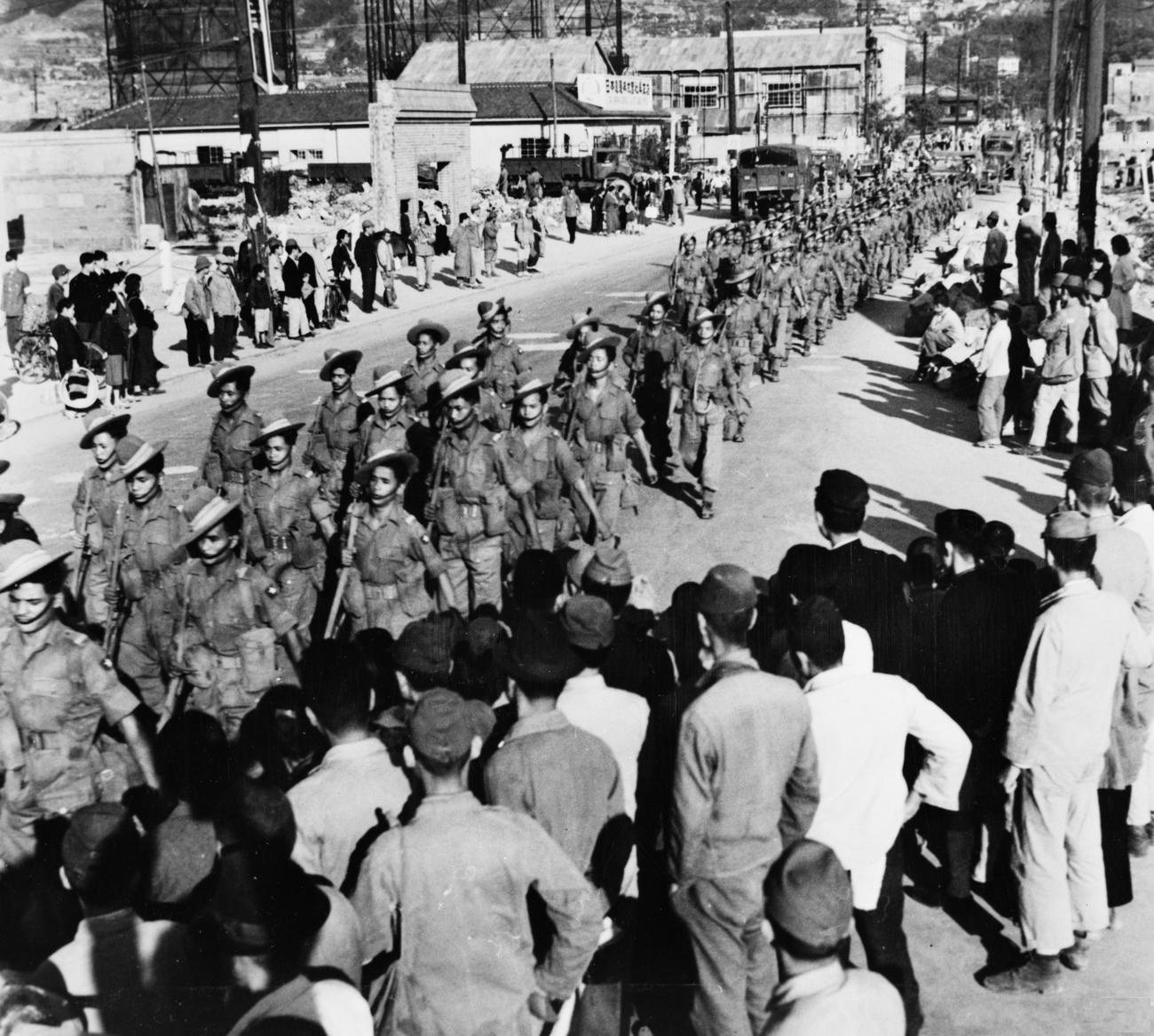
Le 5e régiment de Gurkha durant l'occupation du Japon en 1946.

De la révolte des Cipayes à la Première Guerre mondiale, les régiments de Gurkhas servent dans le cadre de la British Indian Army en Birmanie, en Afghanistan, dans les territoires Nord-Est et Nord-Ouest du Raj britannique, nom des Indes Britanniques à partir de 1858, à Malte au cours de la guerre russo-turque de 1877-1878, à Chypre, en Malaisie, en Chine (durant la révolte des Boxers de 1900) et au Tibet (au cours de l'Expédition militaire britannique au Tibet commandée par Francis Younghusband en 1903-1904).
Entre 1901 et 1906, les régiments de Gurkhas sont renumérotés de 1st à 11th et renommés en Gurkha Rifles. Cent mille d'entre eux participent à la Première Guerre mondiale, en France à Loos où le 8th Gurkhas combat jusqu'au dernier, Givenchy, Neuve-Chapelle et Ypres ; en Mésopotamie, en Perse, sur le canal de Suez et en Palestine (pour retenir l'avance turque), à Gallipoli et à Salonique. Un détachement sert sous le commandement de Lawrence d'Arabie.
Entre les deux guerres, les Gurkhas participèrent à la troisième guerre afghane en 1919 ainsi qu'à de nombreuses campagnes sur la frontière nord-ouest, particulièrement au Waziristan.
À partir de 1920, un Gurkha peut aussi recevoir un commandement du Roi des Indes, ce qui le fait considérer comme un officier britannique. Néanmoins, ce fait fut assez rare jusqu'à la Seconde Guerre mondiale.
Au cours de la Seconde Guerre mondiale, la couronne népalaise autorise le recrutement de vingt bataillons supplémentaires, pour atteindre un total de quarante. Les Gurkhas combattirent alors en Syrie, en Afrique du Nord, en Italie, en Grèce ainsi que contre les Japonais en Malaisie, à Singapour et dans la jungle birmane. Le 4e bataillon du 1st Gurkhas Rifles forma le noyau des Chindits. 
Au cours des deux guerres mondiales, un total de 200 000 Gurkhas ont combattu.

#### Unités de Gurkhas entre 1800 et 1946

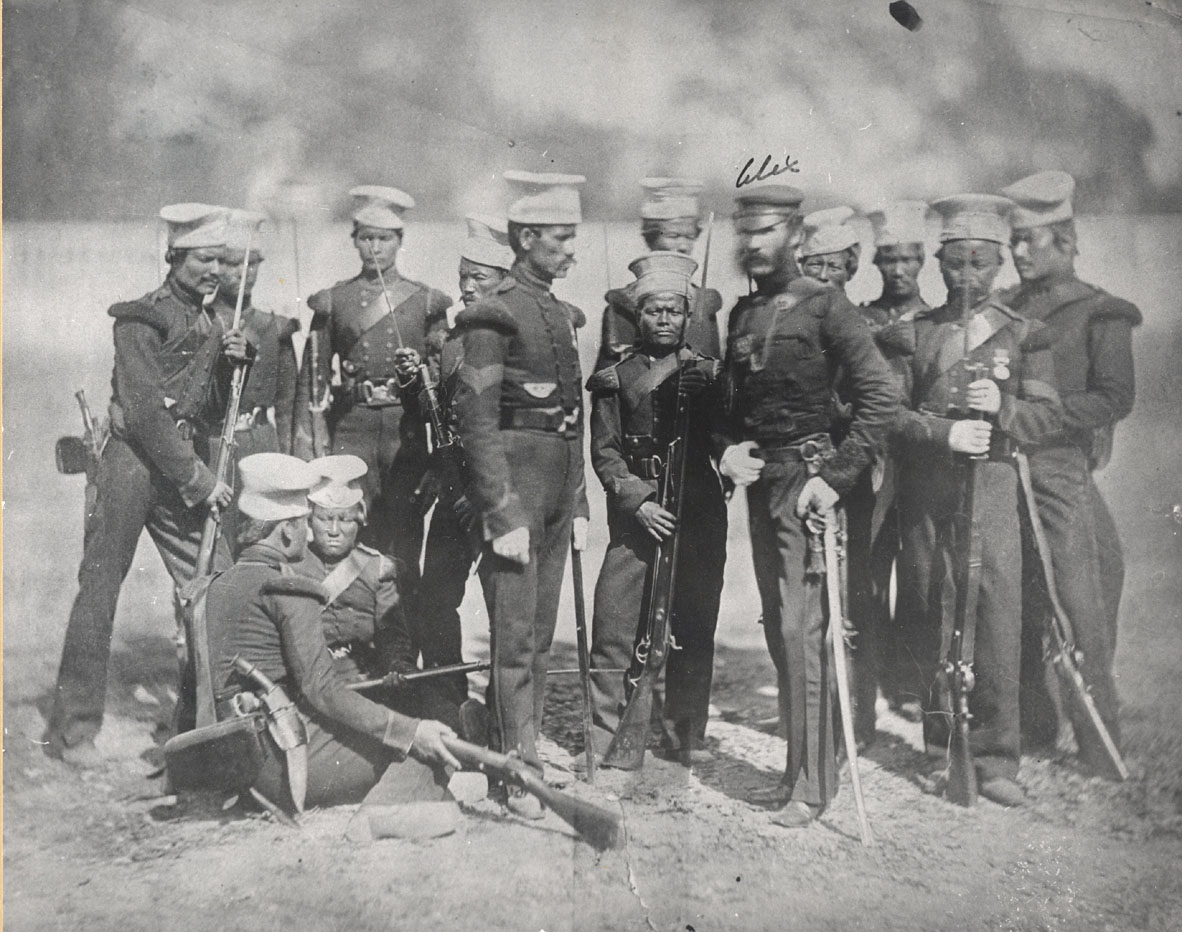
Le bataillon Nusseree, 1857.

- 1er régiment de Gurkhas du roi Georges V (The Malaun Regiment, créé en 1815, intégré à l’armée indienne en 1947)
- 2e régiment de Gurkhas du roi Édouard VII (The Sirmoor Rifles, créé en 1815, intégré à l’armée britannique en 1948)
- 3e régiment de Gurkhas de la reine Alexandra (créé en 1815, intégré à l’armée indienne en 1947)
- 4e régiment de Gurkhas du prince de Galles (créé en 1857, intégré à l’armée indienne en 1947)
- 5e régiment de Gurkhas (des forces frontalières, créé en 1858, intégré à l’armée indienne en 1947)
- 6e régiment de Gurkhas, renommé 6e régiment de Gurkhas de la reine Élisabeth en 1959 (issu avec le 42e régiment de Gurkhas de la Légion Cuttack créé en 1817, intégré à l’armée britannique en 1948)
- 7e régiment de Gurkhas, renommé 7e régiment de Gurkhas du duc d'Édimbourg en 1959 (créé en 1902, intégré à l’armée britannique en 1948)
- 8e régiment de Gurkhas (issu en 1903 avec le 44e régiment de Gurkhas du 16e bataillon indigène (Sylhet) créé en 1824, intégré à l’armée indienne en 1947)
- 9e régiment de Gurkhas (créé en 1817, intégré à l’armée indienne en 1947)
- 10e régiment de Gurkhas de la princesse Mary (créé en 1890, intégré à l’armée britannique en 1948)
- 11e régiment de Gurkhas (1918-1922 ; recréé en 1947 après l'indépendance de l'Inde)
- 14e bataillon de fusiliers Gurkhas (1942-1946)
- 25e régiment de Gurkhas (1942-1946)
- 26e régiment de Gurkhas (1943-1946)
- 29e bataillon de fusiliers Gurkhas (1943-1946)
- 38e bataillon de fusiliers Gurkhas (1943-1946)
- 42e régiment de Gurkhas (issu avec le 6e régiment de Gurkhas de la Légion Cuttack créée en 1817)
- 44e régiment de Gurkhas (issu en 1903 avec le 8e régiment de Gurkhas du 16e bataillon indigène (Sylhet) créé en 1824)
- 56e bataillon de fusiliers Gurkhas (1943-1946)
- 710e bataillon de fusiliers Gurkhas (1943-1946)

### Indépendance de l'Inde (1947)
Équivalence de grades entre l'armée indienne et l'armée britannique
Après l'indépendance de l'Inde (et sa partition), en 1947, le sort des Gurkhas fut réglé par l'Accord tripartite Grande-Bretagne–Inde–Népal. Le principal but de cet accord était d'assurer aux Gurkhas servant la Couronne britannique le même traitement et la même échelle de salaire que ceux restés dans l'armée indienne. Cette échelle, nettement inférieure aux standards de l'armée britannique, était partiellement compensée par le coût de la vie et les facilités de logement accordées. Néanmoins, la pension de retraite versée aux Gurkhas était plus faible pour ceux ayant servi dans l'ancienne puissance coloniale à leur retour au Népal. 
En application de cet accord, six régiments de Gurkhas rejoignirent l'armée indienne et quatre autres furent transférés dans l'armée britannique.
À la grande déception de leurs officiers, la majorité des Gurkhas à qui l'on avait laissé le choix entre le service dans l'armée britannique ou dans l'armée indienne optèrent pour cette dernière. Les raisons de ce choix sont très pragmatiques et le fait que l'armée indienne continue à servir sur un territoire familier dans des conditions connues pesa beaucoup dans ce choix. Le principal changement fut le remplacement des officiers britanniques par des officiers indiens.
Les quatre régiments désignés pour servir dans l'armée britannique, devaient faire face, quant à eux, à une situation incertaine, un déménagement (initial) en Malaisie, région où très peu de Gurkhas avaient alors servi. Les quatre régiments (huit bataillons) en service dans l'armée britannique furent donc réduits à un seul (soit 2 bataillons) alors que ceux en service dans l'armée indienne furent portés à 12 bataillons.

#### Unités de Gurkhas après 1947

##### Les Gurkhas de l'armée britannique
- 2e régiment de Gurkhas du roi Édouard VII (The Sirmoor Rifles)
- 6e régiment de Gurkhas de la reine Élisabeth
- 7e régiment de Gurkhas du duc d'Édimbourg
- 10e régiment de Gurkhas de la princesse Mary

Ils étaient regroupés au sein de la Brigade de Gurkhas, initialement stationnée en Malaisie, mutée par la suite à Hong Kong, jusqu'à sa rétrocession à la Chine le 1er juillet 1997.
Le 1er bataillon a été déplacé en Grande-Bretagne. Le second bataillon est implanté dans le Sultanat de Bruneï. Tous les 5 ans, les bataillons échangent leur cantonnement (Source : site du ministère de la défense britannique).

##### Les Gurkhas de l'armée indienne
Les Régiments de Gorkhas hérités de l'armée britannique sont :
- 1st King George V's Own Gurkha Rifles (the Malaun Regiment) devenu en 1950 le 1er Gorkha Rifle (The Malaun Regiment)
- 3rd Queen Alexandra's Own Gurkha Rifles devenu en 1950 le 3e Gorkha Rifle
- 4th Prince of Wales's Own Gurkha Rifles devenu en 1950 le 14e Gorkha Rifle
- 5th Royal Gurkha Rifles (Frontier Force)
- 8th Gurkha Rifles
- 9th Gurkha Rifles

À la suite de l'indépendance, les Gurkhas furent renommés Gorkhas. De plus, un régiment supplémentaire, le 11e régiment de Gurkhas, fut levé. Lorsque l'Inde devint une république, en 1950, tous les titres royaux furent supprimés.

### Histoire contemporaine des Gurkhas

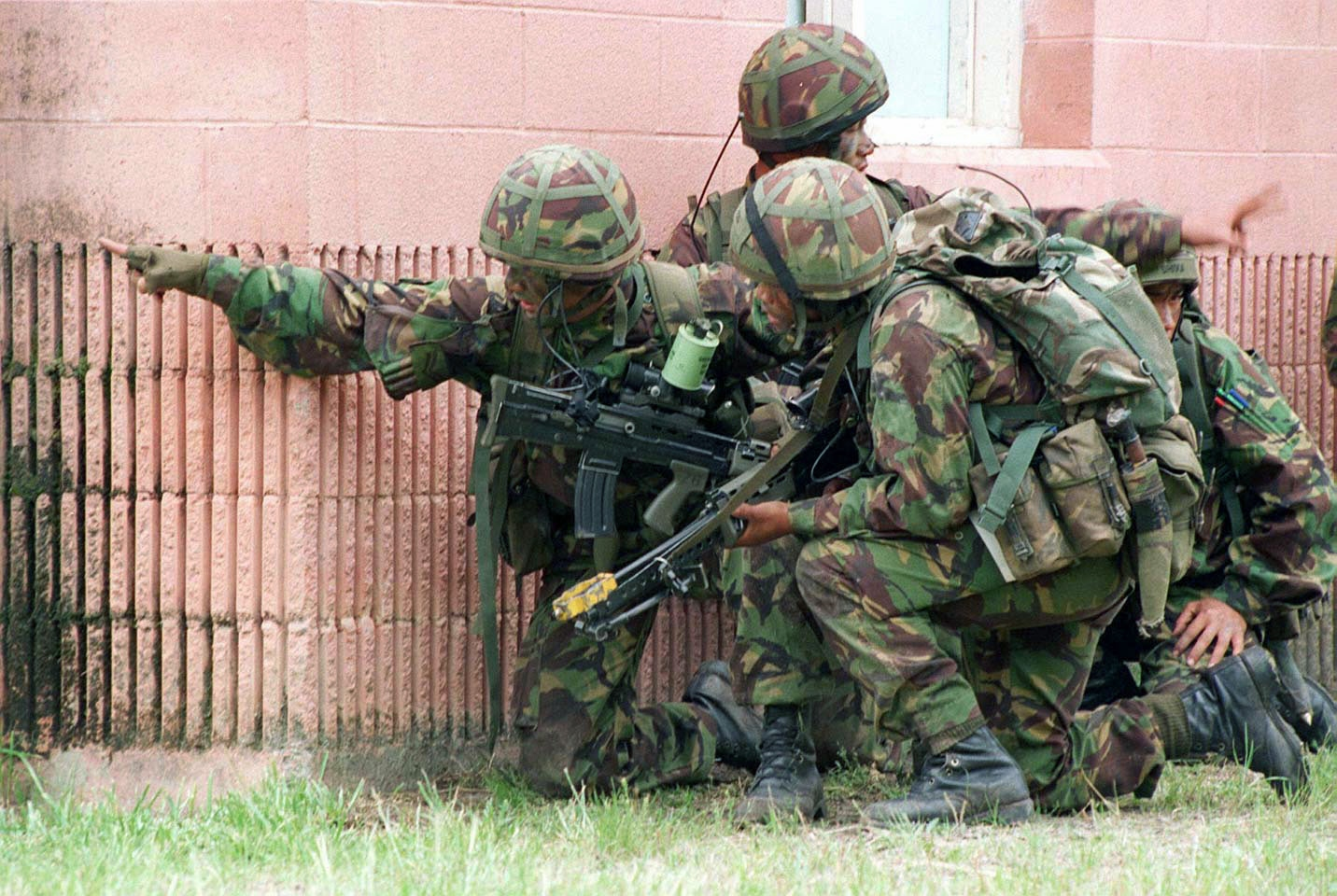
Gurkhas en exercice aux États-Unis en 1996.

#### Unités indiennes
Le 1er bataillon du 11e régiment de Gurkhas combattit lors du conflit de Kargil en 1999 en Inde.
En 1999, le 5e bataillon du 8e régiment de Gurkhas fit partie du contingent indien de la Mission des Nations unies en Sierra Leone pour protéger les mines de diamant contre les forces du Front unifié de libération.
En 2008, les Forces armées indiennes comptent 36 bataillons de Gurkhas. Elles recensent 40 000 Gurkhas en service et 100 000 à la retraite.
Le 29 août 2022, le Népal demande à l'Inde de suspendre le recrutement des Gurkhas car le nouveau plan indien 'Agnipath' ne leur offre que des engagements de quatre ans, sans possibilité de carrière .

#### Unités britanniques
En Malaisie, de nouvelles unités furent créées : sapeurs, transmetteurs, police militaire et unité de transport vinrent gonfler les rangs de la brigade gurkha.
En 1962, le 2d Gurkha Rifles quitta l'Asie pour la garnison britannique de Tidworth (dans le Wiltshire). La révolte indonésienne en 1963 voit la création de la première unité de parachutistes pour les Gurkhas (la Gurkha Independent Parachute Company). Cette unité devint rapidement une unité commando employée avec le Special Air Service. Cette unité est dissoute en 1968.
À l'issue du conflit, les unités furent redéployées à Hong Kong, où elles furent cantonnées à des missions de sécurité, notamment lors des événements de la révolution culturelle chinoise lancée en 1966.
En 1971, le 7th Duke of Edinburgh's Gurkha Rifles est transféré au Royaume-Uni (à Church Crookham dans le Hampshire). Il devient alors la première unité de Gurkhas à assurer la garde de la Reine.
En 1974, la Turquie envahit Chypre et le 10th Gurkha Rifles est envoyé sur place afin d'assurer la souveraineté britannique sur la base de Dhekelia. Ils restèrent sur place en tant que force de maintien de la paix.
Le 1er juillet 1994, les quatre régiments furent rassemblés en un seul, le Royal Gurkha Rifles, et les trois autres corps de spécialistes (la police militaire avait été dissoute en 1965), furent réduits à la taille d'escadrons.
Le 1er juillet 1997, le gouvernement britannique rétrocède Hong Kong à la république populaire de Chine et la taille de la brigade gurkha fut encore réduite à 3 400 hommes. Toutes les unités restantes furent envoyées au Royaume-Uni.
Les Gurkhas ont aussi participé à la guerre des Îles Falklands ou Malouines (avec le 1st Battalion of the 7th), à la guerre du Golfe, aux opérations de l'OTAN au Kosovo, ainsi qu'aux opérations de maintien de la paix des Nations unies en Bosnie et au Timor oriental. 
Ils sont aussi engagés en Sierra Leone, en Irak et en Afghanistan.
Après la fin de la guerre civile népalaise, le nouveau gouvernement issu de l'ancienne rébellion maoïste a tenté d’en finir avec l’incorporation des Gurkhas dans des armées étrangères, considérée comme un vestige colonial « humiliant », selon les termes de l’ancien premier ministre Baburam Bhattarai, qui entendait faciliter leur reconversion.
Les Gurkhas retraités n'ont pas droit aux mêmes pensions que les autres soldats britanniques. En conséquence, un mouvement s'organise en 2021 pour obtenir les mêmes droits ; des vétérans d’origine népalaise ont ainsi mené une grève de la faim treize jours devant la résidence du premier ministre Boris Johnson et une pétition de soutien a été signée par une centaine de milliers de personnes. 

#### Le contingent Gurkha de Singapour

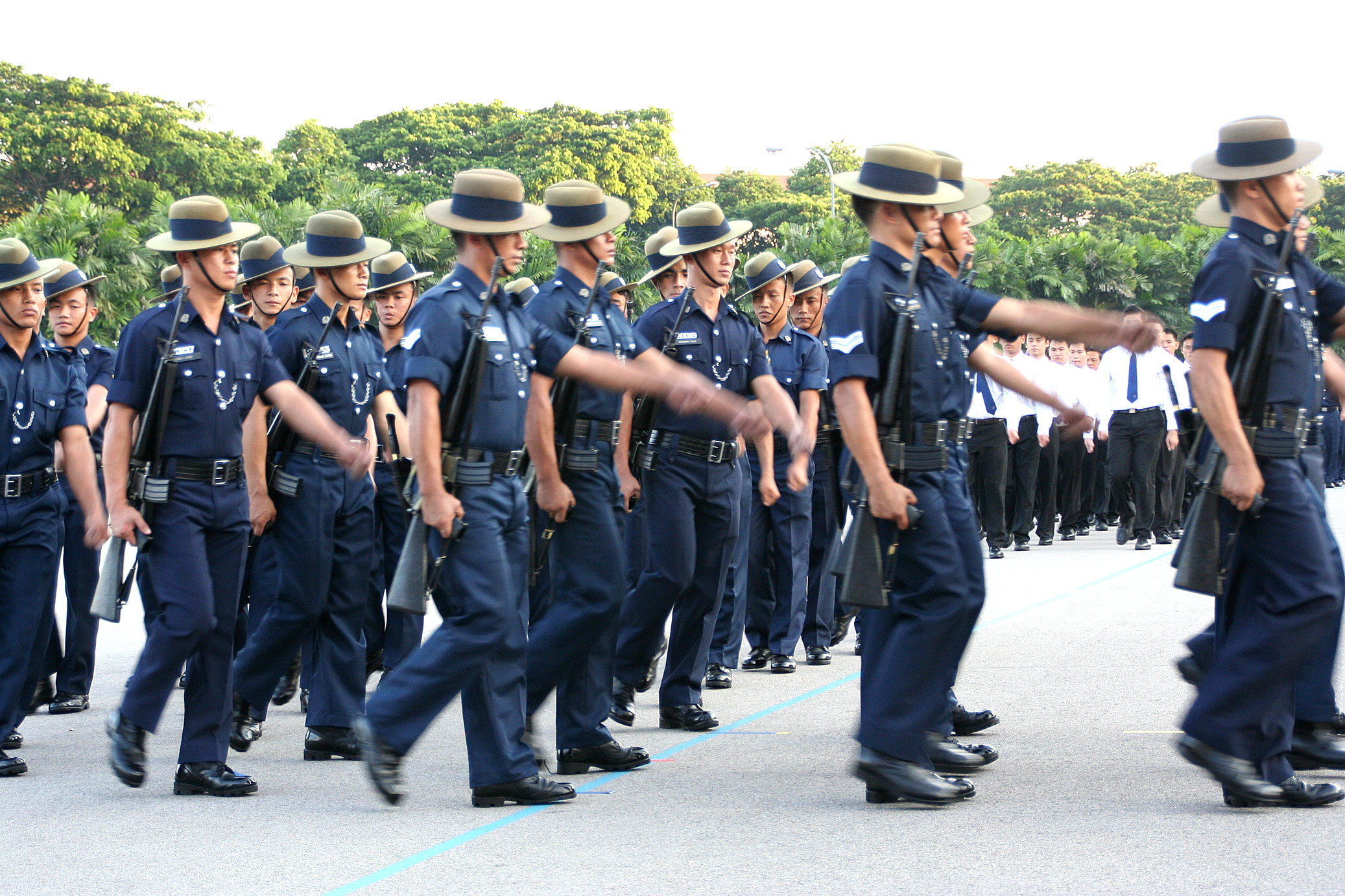
Gurkhas de Singapour : préparation pour le défilé du jour de la police en 2005.

Le contingent Gurkha (ou GC pour Gurkha Contingent) des forces de police singapouriennes a été formé le 9 avril 1949 par le recrutement de Gurkhas, vétérans de l'Armée des Indes britanniques. Il a été créé pour remplacer une unité sikh dissoute pendant la Seconde Guerre mondiale et fait partie intégrante des forces de police. Chaque année, environ 80 Gurkhas intègrent cette unité.
Cette unité, particulièrement bien entraînée, dévouée et disciplinée est une unité de garde de réserve. En temps de crise, elle peut être déployée comme force de réaction rapide et impartiale, car n'appartenant à aucun des groupes ethniques coexistant à Singapour. Au cours des années turbulentes qui ont suivi l'indépendance, l'unité s'est acquittée de nombreuses tâches de maintien de l'ordre au cours des émeutes. Les Gurkhas ont fait preuve d'un courage, d'une maîtrise d'eux-mêmes et d'un professionnalisme qui leur a fait gagner le respect de la population.
Depuis les attentats du 11 septembre 2001, le contingent gurkha est parfois vu patrouillant dans les rues, et en remplacement des policiers locaux à la garde des installations clefs. Avant l'incident, ils apparaissaient rarement en public.

#### Sultanat de Brunei
Une unité de Gurkhas, l'Unité de réserve de Gurkha sert comme unité d'élite de la garde du Sultanat de Brunei depuis 1974.

#### Unités de Gurkhas dans l'armée britannique en 2013
- le The Royal Gurkha Rifles (RGR) composé des
  - 1st Battalion The Royal Gurkha Rifles
  - 2d Battalion The Royal Gurkha Rifles
- le Queen's Gurkha Engineer (QGE) composé des :
  - 69th Field Squadron
  - 70th Support Squadron

ces deux escadrons font partie du 36e Régiment du Génie (British Army)
- le Queen's Gurkha Signals (QGS) composé des :
  - 246th Gurkha Signal Squadron
  - 250th Gurkha Signal Squadron
- le Queen's Own Gurkha Logistic Regiment composé des :
  - 1st Transport Squadron
  - 28th Transport Squadron
  - 94th Stores squadron

ainsi que plusieurs autres unités de taille moindre :
- Musique militaire de la Brigade de Gurkhas
- compagnie de troupes de manœuvre (Mandalay) de l'l'école d'infanterie de Brecon ;
- Compagnie de troupes de manœuvre Gurkha de Catterick au centre de formation d'infanterie, Catterick ;
- compagnie de troupes de manœuvre (Sitang) de Sandhurst ;
- Unité d'instruction de la brigade Gurkha ;
- école de langue de Catterick.
- Gurkha Training Support Company (Tavoleto) des Waterloo Lines, Warminster

## Incorporation contemporaine des Gurkhas dans l'armée britannique
Pour un article plus général, voir Unité d'instruction de la brigade Gurkha.
D'un point de vue ethnique, les Gurkhas qui servent actuellement dans l'armée britannique sont de type indo-tibéto-mongol, et appartiennent majoritairement aux groupes Gurung, Magar, Khasa et Kiranti. Bon nombre d'entre eux sont adeptes du bouddhisme tibétain ou du chamanisme.
Les tests de sélection pour l'incorporation ont lieu une fois par an au Népal. L'accueil est dirigé par des officiers britanniques parlant népalais. En 2019, il y a plus de 10 000 candidats, de tous milieux, pour qui l'armée britannique est une promotion sociale,, et un rêve.
À l'issue du test, 230 candidats ont rejoint l'armée britannique ; 77 autres prendront leur place dans le contingent gurkha de la police de Singapour. Un nombre variable sera recruté par l'armée indienne.

## Décorations et récompenses

Drapeau du Front de libération national du Gorkhaland

Les soldats des unités Gurkhas ont gagné treize Victoria Cross. Toutes ces médailles, excepté celle de Rambahadur Limbu, ont été gagnées alors que les régiments Gurkhas appartenaient encore à l'armée des Indes. Treize Victoria Cross ont de plus été attribuées à des officiers britanniques servant dans ces unités. Depuis l'indépendance, les Gurkhas ont par ailleurs gagné trois Param Vir Chakra.
Par ailleurs, ces soldats sont réputés pour leur large couteau traditionnel recourbé appelé khukuri.
Tous les Gurkhas, quelle que soit leur origine ethnique, parlent le népalais. Les officiers britanniques servant au sein de leurs unités effectuent tous au préalable un stage à l'école de langues anglo-népalaise de Catterick afin de connaître les bases de cette langue.
Au milieu des années 1980, un groupe népalophone originaire du Bengale occidental tenta d'organiser une sécession en créant le Front de libération national du Gorkhaland. En 1988, ils reçurent une autonomie relative en créant le Haut conseil Gurkha du Darjeeling (Darjeeling Gorkha Autonomous Hill Council).

## Statuts

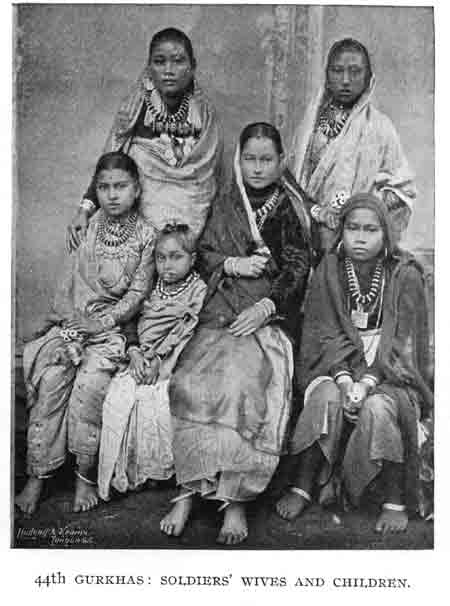
Famille Gurkha en 1896

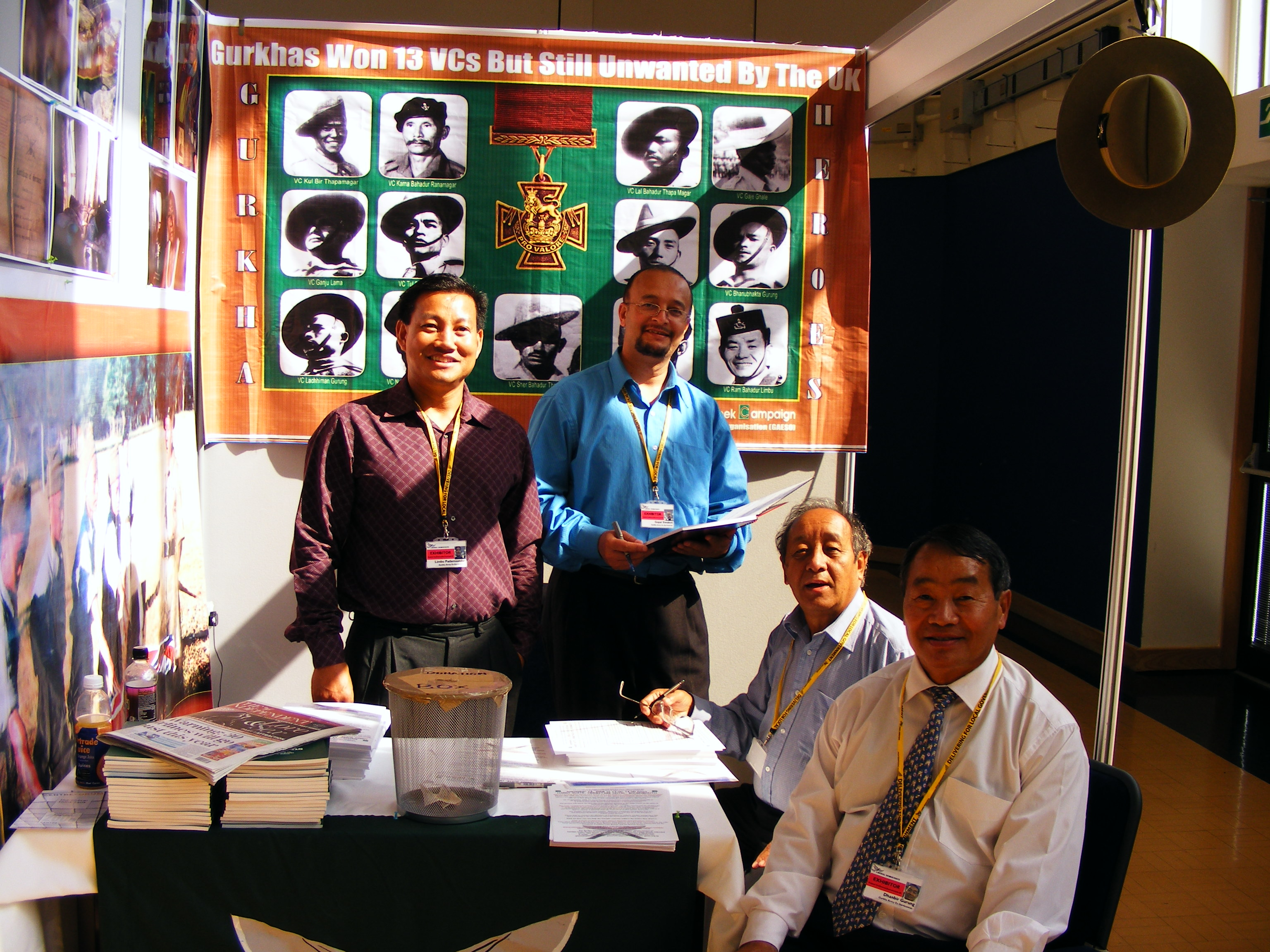
Gurkhas démobilisés, lors d'une campagne pour leurs droits en 2008 au Royaume-Uni.

À l'époque de la colonisation, et par opposition aux officiers britanniques qui recevaient leur commandement du roi ou de la reine, les officiers Gurkhas recevaient le leur du Vice-Roi. À l'issue de l'indépendance, pour les régiments de Gurkhas qui rejoignirent l'armée britannique, les officiers Gurkhas furent appelés Queen's Gurkha Officer (ou King's Gurkha Officer QGO ou KGO) afin de marquer leur différence. Cette distinction impliquait qu'ils ne pouvaient commander à des soldats britanniques. Ceci n'a plus cours aujourd'hui mais l'appellation est néanmoins conservée au titre de la tradition et les officiers gurkhas portent cette inscription (QGO ou KGO) sur leurs insignes de grade.
Alors qu'en principe dans l'armée britannique un sujet peut prétendre à s'engager directement officier et avoir ainsi un commandement, il n'en est pas de même pour les Gurkhas. Il était de coutume qu'un Gurkha fasse d'abord ses preuves et gravisse les grades avant que son unité ne lui offre un commandement.
Le traitement des Gurkhas et de leurs familles, conforme à l'accord tripartite entre le Royaume-Uni, l'Inde et le Népal, a fait l'objet de nombreuses discussions au Royaume-Uni à la suite de la révélation des différences de salaires entre les soldats britanniques et leurs homologues népalais.
Par ailleurs, le statut et la nationalité des Gurkhas ainsi que de leurs familles est aussi un sujet de discorde. En effet, en vertu de cet accord, l'autorisation de résider au Royaume-Uni n'était pas systématiquement donnée à ces soldats à la fin de leur temps de service sous les drapeaux.
Néanmoins, depuis 2005, l'égalité des salaires a été établie et, une fois à la retraite, les Gurkhas peuvent demander et se voir attribuer plus facilement un titre de séjour.
Depuis 2004, les Gurkhas qui ont servi depuis juillet 1997 plus de quatre ans ont droit à la citoyenneté britannique.
Depuis le 21 mai 2009, tous les Gurkhas ayant servi peuvent obtenir un titre de séjour.
D'après les lois internationales, les Gurkhas intégrés aujourd'hui dans l'armée britannique ne sont pas considérés comme mercenaires mais comme soldats réguliers de cette armée, constitués en une brigade de Gurkhas, et soumis aux lois et règlements qui régissent tout soldat britannique. Un système équivalent régit les Gurkhas servant dans l'armée indienne.

## Recrutement par les sociétés de sécurité privées
Démobilisés, les anciens Gurkhas sont recrutés depuis l'Inde ou le Népal par les sociétés de sécurité privées,, pour assurer la protection rapprochée du personnel et des ressortissants des ambassades de la zone verte à Kaboul jusqu'au retrait des occidentaux lors de la prise de pouvoir des talibans en août 2021. Vingt-quatre Gurkhas « contractors » indiens sont exfiltrés dans le cadre de l'opération Apagan pour ce qui concerne l'ambassade de France,,,,.

### Sources et bibliographie
- (en) Purushottam Sham Shere J B Rana (Historien en chef du Népal), Jung bahadur rana-The story of his rise and glory,  (ISBN 81-7303-087-1)
- (en) The Mewar Encyclopedia, regroupé, écrite et éditée par Ian Austin et Thakur Nahar Singh Jasol
- Goswami, C.G. et M.N. Mathur, Mewar et Udaipur, Himnashu Publications, Udaipur-New Delhi
- (en) Davenport, Hugh, The Trials and Triumphs of the Mewar Kingdom, Maharana Mewar Charitable Foundation, Udaipur
- (en) Tod, Lieut.-Col. James, édité par William Crooke, C.I.E., Annals and Antiquities of Rajasthan, 3 volumes, Motilal Banarsidass Publishers Pvt. Ltd., Delhi, réimprimé en 1994
- (en) Austin, Ian, Mewar- The World’s Longest Serving Dynasty, Roli Books, Delhi/The House of Mewar, 1999
- (en) Chauhan, Dr Sumerendra Vir Singh (Direct Descendant of Maharaj-Dhiraja Prithvi Naraya Shahdev and Sri Teen Maharaja Jung Bahadur), The Way of Sacrifice: The Rajputs, Pages 28-30, Graduate Thesis, South Asian Studies Department, Dr Joseph T. O'Connell, Professor Emeritus, University of Toronto, Toronto, Ontario Canada, 1996.